# 西国筋郡代
西国筋郡代（さいごくすじぐんだい）とは、江戸時代に4ヶ所設置された郡代の一つ。西国郡代とも呼ばれる。

## 概要
九州の江戸幕府直轄領の民治を司る行政官たる代官であり、16万2千石を所轄する。代官所は豊後国日田（大分県日田市）に置かれた。
西国筋郡代が所轄する天領は全国の天領のうち2位という大きさである。また接することの多い島津氏、細川氏、鍋島氏、黒田氏という外様雄藩との関係から通常の代官より格上の郡代とされた。その任務は長崎奉行と協力して九州諸藩の動静監視であり「九州探題」とも呼ばれた。